# Фріульська Вікіпедія
Фріульська Вікіпедія (фріул. Vichipedie par furlan) — розділ Вікіпедії фріульською мовою. Створена у 2005 році. Фріульська Вікіпедія станом на 28 березня 2025 року містить 4544 статті, 15 558 зареєстрованих користувачів, 29 активних дописувачів, 2 адміністраторів
. Загальна кількість сторінок в фріульській Вікіпедії — 10 546, редагувань — 179 037, завантажених файлів — 314
. Глибина (рівень розвитку мовного розділу) фріульської Вікіпедії мала і становить 29.6 пунктів
. 

## Історія
- Листопад 2005 — створена 100-та стаття[3].
- Липень 2006 — створена 1 000-на стаття[3].
- Квітень 2007 — створена 2 000-на стаття[4].